# Mauro Magni

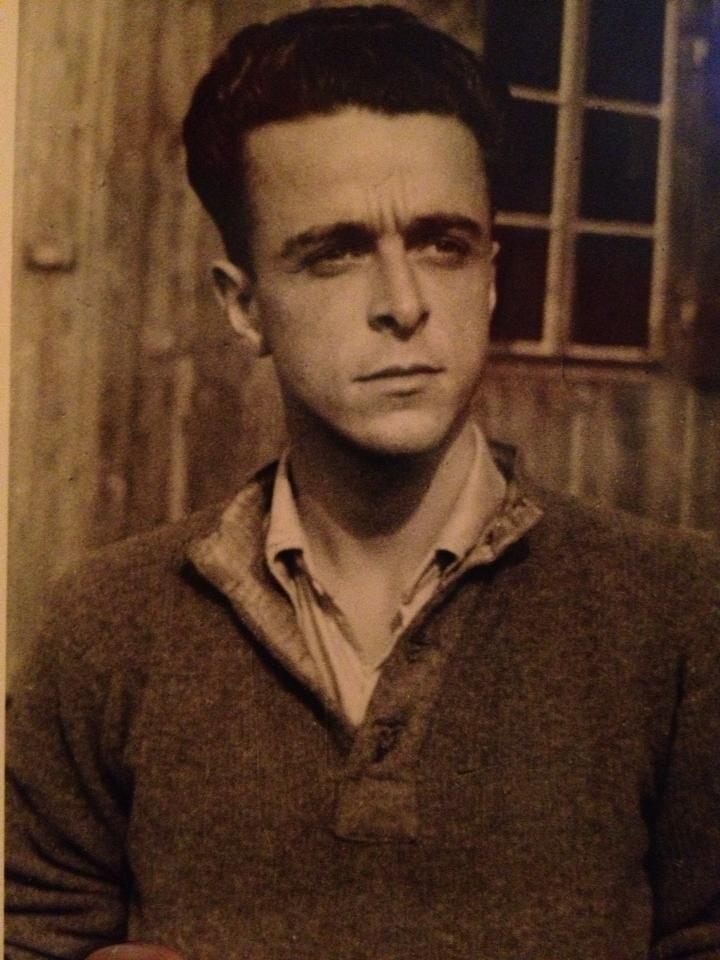
Mauro Magni in una foto del 1940

Mauro Magni (Milano, 18 settembre 1920 – Milano, 15 novembre 2012) è stato un giornalista e scrittore italiano.

## Biografia
Secondo di cinque fratelli (Annamaria, Rosi, Pinina e Giotti), il padre Achille Magni, assessore alla cultura del comune di Milano nella giunta del sindaco Antonio Greppi e promotore della ricostruzione del Teatro La Scala nel dopoguerra, professore di tedesco e fervente repubblicano lo conduce con sé ed Annamaria a gridare "w la Polonia libera" alla testa di un nutrito gruppo di persone sul monumento a Garibaldi di Largo Cairoli, il giorno dell'occupazione tedesca.
Per questo verrà recluso in isolamento per sei mesi nel carcere di San Vittore. La sorella Annamaria sarà anch'essa carcerata ed il padre Achille prima carcerato e poi mandato al confino.
Si laurea in Lettere nel dopoguerra, con una tesi dal titolo: Giornalismo e lingua d'oggi.
Con lo stesso titolo la tesi di laurea diventerà poi la sua prima pubblicazione.
Entra come giornalista alla Rai di Milano nel 1942, restandoci fino alla pensione nel 1984.
In Radio Rai contribuisce alla nascita della testata giornalistica del Gazzettino Padano, si occupa anche di spettacolo, confezionando pezzi per le testate giornalistiche della tv di stato, realizzando nel corso di 40 anni di attività interviste a tutti i protagonisti di quasi mezzo secolo di cinema, teatro e tv.
Nel corso degli anni ha collaborato con Il Giornale, Civiltà del Bere, L'Indipendente e diversi altri giornali.